# Yevgeniy Sladkov
Yevgeniy Sladkov (né le 15 décembre 1983) est un coureur cycliste kazakh.

## Biographie
Yevgeniy Sladkov est plus connu pour ses controverses de dopages que pour ses résultats sportifs. En mai 2010, alors qu'il court en amateur à Charvieu-Chavagneux, il est arrêté dans le Jura avec Alexey Lyalko par des douaniers car ils possèdent des produits interdits en France.
Doté d'un bon talent en moyenne montagne, il réussit à intégrer Astana l'équipe ProTour d'Alexandre Vinokourov en 2007. Il est libéré l'année suivante pour cause d'absence de résultats et retourne à l'échelon amateur après un bref passage dans l'équipe italo-serbe Centri della Calzatura-Partizan.
Début 2009, Maxim Gourov informe le président de Charvieu-Chavagneux que Sladkov recherche une équipe amateur en France. Il est engagé une semaine plus tard.
Durant la saison, il remporte une manche de la Coupe de France des clubs Bourg-Arbent-Bourg, une étape des Quatre Jours des As ainsi que la Ronde mayennaise. Après ses problèmes de dopage, il décide de courir pour son équipe nationale et quitte ainsi l'équipe amateur.

## Palmarès
- 2005
  - Grand Prix d'Availles-Limouzine
  - Prix Albert-Gagnet
- 2006
  - 2e du Tour du Tarn-et-Garonne
  - 3e du Circuit Boussaquin
- 2009
  - Bourg-Arbent-Bourg
  - 2e étape des Quatre Jours des As-en-Provence
  - Ronde Mayennaise
  - 2e du Circuit des Monts du Livradois
  - 2e du Tour du Beaujolais

## Classements mondiaux
| Année           | 2005 | 2006 | 2007 | 2008 | 2009 | 2010 | 2011  |
| --------------- | ---- | ---- | ---- | ---- | ---- | ---- | ----- |
| UCI Asia Tour   | 157e | 97e  |      |      | 76e  | 155e | 312e  |
| UCI Europe Tour |      |      |      |      |      | 974e | 1087e |